# V wojna austriacko-turecka
Wojna Turcji ze Świętą Ligą – wojna toczona w latach 1683–1699 pomiędzy Świętą Ligą (od 1684), złożoną z Austrii, Rzeczypospolitej, Republiki Weneckiej, Rosji (od 1686) i Państwem Kościelnym a imperium osmańskim.

## Przyczyny
- Köprülowie i będący pod ich wpływem sułtan Mehmed IV uznali wojnę za środek zaradczy na rozładowanie napięcia w państwie, dostarczenie łupu wojennego i zapełnienie zdobyczami pustego skarbca. Taki cel wymagał wzmocnienia i modernizacji armii oraz floty. Zadanie to zostało zrealizowane przez Ahmeda Köprülü. Odrodzona armia turecka zyskała równocześnie zaplecze gospodarcze w postaci rozbudowania wielu dawnych zakładów zbrojeniowych i stworzenia nowych. Reformy wojskowe dały więc Turkom zastrzyk sił, który pchnął ją ku nowym wojnom zaborczym.
- Udane agresje:
  - na Republikę Wenecji (zdobycie Krety w 1669),
  - Rzeczpospolitą Obojga Narodów (podbój Podola i Zachodniej Ukrainy w roku 1672),
  - Rosję (uzyskanie kontroli nad południową Ukrainą w 1681 roku).
- Poparcie przez Turcję powstania Thökölyego (1672–1685).
- Sojusz Rzeczypospolitej z Habsburgami austriackimi z 31 marca 1683 roku.

## Przebieg
Po udanej odsieczy Wiednia w 1683, Austria, Rzeczpospolita Obojga Narodów, Państwo Kościelne i Wenecja utworzyły koalicję antyturecką zwaną „Świętą Ligą”.

### Front czarnomorski
Po podpisaniu traktatu Grzymułtowskiego do koalicji dołączyła też Rosja. Skierowała ona swoje główne siły na Chanat Krymski i port Azow, ale wyprawy kniazia Golicyna z lat 1687–1689 zakończyły się klęską. Rosja zanotowała sukcesy na swoim froncie dopiero od czasu panowania cara Piotra Wielkiego. Wojska rosyjskie w 1695 roku oblegały bezskutecznie Azow od 9 lipca do 9 października. Carat nie poddał się i rok później zdobył port nad Morzem Azowskim.

### Front podolski
Jan III Sobieski walczył z wojskami tatarsko-tureckimi w Mołdawii w latach 1686 i 1691, by uzyskać księstwo dziedziczne dla swych rodów. Skończyło się to zupełnym niepowodzeniem. Jednym z ostatnich zwycięstw oręża polskiego był triumf hetmana Jabłonowskiego w bitwie pod Uścieczkiem w roku 1694. Ostatnia polska kampania tej wojny to zwycięstwo hetmana polnego koronnego Feliksa Kazimierza Potockiego w bitwie pod Podhajcami nad armią tatarską.

### Front węgierski
Natomiast wojska cesarskie, pod wodzą wybitnych dowódców jak książęta Eugeniusz Sabaudzki i Ludwik Wilhelm Badeński, odniosły wielkie sukcesy jak zdobycie Budy w 1686 roku i zwycięstwo pod Mohaczem w roku następnym. Sejm węgierski w Preszburgu w 1687 roku przyznał dziedziczne prawo Habsburgów do swej korony. 9 grudnia arcyksiążę Józef I Habsburg został koronowany na króla Węgier. Rok 1688 przyniósł ważne wydarzenie dla narodów bałkańskich. Armia austriacka po 167 latach tureckiej okupacji wyzwoliła Belgrad. Po obaleniu Michała Apafiego II, Austriacy uzależnili od siebie Siedmiogród, który dotychczas był lennem tureckim. W 1691 roku odniesiono wiktorię pod Slankamenem. Toczona na lądzie bitwa pod Zentą z 1697 roku stała się punktem zwrotnym całej wojny. Złamała siłę wojsk muzułmańskiego mocarstwa.

### Front morski
Wenecja skupiła swe wszystkie siły w walce na statkach. W 1687 roku armia republiki oblegała Ateny, co zniszczyło Partenon. Następnie spotkała się ze swym wrogiem w 1690 roku pod Mytilini, a w 1695 roku pod Karaburun. W 1696 roku nierozstrzygnięta pozostała pierwsza bitwa morska pod Andros. Wenecja i Papiestwo nie poddały się i dopadły wroga pod Lemnos, ponownie pod Andros i pod wyspą Eubeą w roku 1697. Jedną z ostatnich potyczek tej wojny była nierozstrzygnięta bitwa stoczona pod Samotraką.

### Powstania
W 1689 roku w Kosowie powstali do walki Albańczycy kierowani przez Turka Segena-paszę. Za broń porwali też Bułgarzy (powstanie w Tyrnowie w 1686, powstanie w Cziprowci w 1688). Wszystkie te powstania zakończyły się klęską.

## Skutki
- Koalicja, bez Rosji, pod wodzą zwycięskich Habsburgów, podpisała 26 stycznia 1699 pokój w Karłowicach.
- Oprócz oczywistych zmian terytorialnych jakie za sobą niósł ów traktat, kończył 255 lat wojen, w których z jednej strony uczestniczyła Rzeczpospolita, z drugiej Imperium Osmańskie, którego potęga budziła niepokój w Europie od XV wieku.
- Zapoczątkował też w XVIII w. przyjazne stosunki obu państw w obliczu wzrostu po III wojnie północnej potęgi Austrii, Imperium Rosyjskiego i Prus.
- Carstwo Rosyjskie podpisało w Konstantynopolu osobny traktat w rok później.